# Guaratinga
Guaratinga is een gemeente in de Braziliaanse deelstaat Bahia. De gemeente telt 22.960 inwoners (schatting 2009).